# Jane Eyre (película de 2011)
Jane Eyre es una película británica de 2011 dirigida por Cary Fukunaga y protagonizada por Mia Wasikowska y Michael Fassbender. El guion fue escrito por Moire Buffini basado en la novela homónima de Charlotte Brontë.

## Sinopsis
Jane Eyre (Mia Wasikowska) huye de Thornfield House, donde trabaja como institutriz contratada por el acomodado Edward Rochester (Michael Fassbender). La aislada e impresionante mansión, así como la frialdad del Sr. Rochester ponen a prueba la resistencia y fortaleza de la joven, educada en un orfanato. Pero al reflexionar sobre su pasado y recuperar su curiosidad natural, Jane regresará a Thornfield House y al terrible secreto que esconde el Sr. Rochester.

## Elenco
- Mia Wasikowska como Jane Eyre.
  - Amelia Clarkson como la joven Jane Eyre.
- Michael Fassbender como Edward Rochester.
- Jamie Bell como St. John Rivers.
- Judi Dench como Mrs. Fairfax.
- Sally Hawkins como Mrs. Reed.
- Imogen Poots como Blanche Ingram.
- Sophie Ward como Lady Ingram.
- Holliday Grainger como Diana Rivers.
- Tamzin Merchant como Mary Rivers.
- Romy Settbon Moore como Adele.
- Freya Parks como Helen Burns.
- Harry Lloyd como Richard Mason.
- Valentina Cervi como Bertha Antoinetta Mason.
- Craig Roberts como John Reed.

## Estreno
La película se estrenó el 11 de marzo de 2011 en Estados Unidos, el 9 de septiembre en Reino Unido y el 2 de diciembre en España.

## Recepción
Jane Eyre recibió reseñas generalmente positivas de parte de la crítica y de la audiencia. En el sitio web especializado Rotten Tomatoes, la película posee una aprobación de 85%, basada en 170 reseñas, con una calificación de 7.3/10 y con un consenso crítico que dice: "Cary Fukunaga dirige una adaptación fogosa y elegante de la novela clásica de Charlotte Bronte, y Mia Wasikowska ofrece posiblemente la mejor interpretación del personaje principal de la historia." De parte de la audiencia tiene una aprobación de 76%, basada en más de 25 000 votos, con una calificación de 3.8/5.
El sitio web Metacritic le dio a la película una puntuación de 76 de 100, basada en 25 reseñas, indicando "reseñas generalmente favorables". En el sitio IMDb los usuarios le asignaron una calificación de 7.3/10, sobre la base de 88 896 votos, mientras que en la página web FilmAffinity la cinta tiene una calificación de 6.8/10, basada en 11 628 votos.